# نذير بن دحمان
نذير بن دحمان (9 يونيو 1992 - ) هو لاعب كرة قدم جزائري في مركز الهجوم. شارك مع منتخب الجزائر تحت 17 سنة لكرة القدم. أما مع النوادي، فقد لعب مع نادي كليرمونت 63.

## وصلات خارجية
- نذير بن دحمان على موقع رابطة كرة القدم الفرنسية للمحترفين (الإنجليزية)
- نذير بن دحمان على موقع قاعدة بيانات كرة القدم.إي يو (الإنجليزية)
- نذير بن دحمان على موقع Soccerway.com (الإنجليزية)